# عبدالحکیم سرار
عبدالحکیم سرار (انگلیسی: Abdelhakim Serrar؛ زادهٔ ۲۴ آوریل ۱۹۶۱) بازیکن فوتبال اهل الجزایر بود.
از باشگاه‌هایی که در آن بازی کرده‌است می‌توان به باشگاه فوتبال وفاق سطیف اشاره کرد.
وی همچنین در تیم‌های ملی فوتبال الجزایر بازی کرده‌است.